# Goldfluss

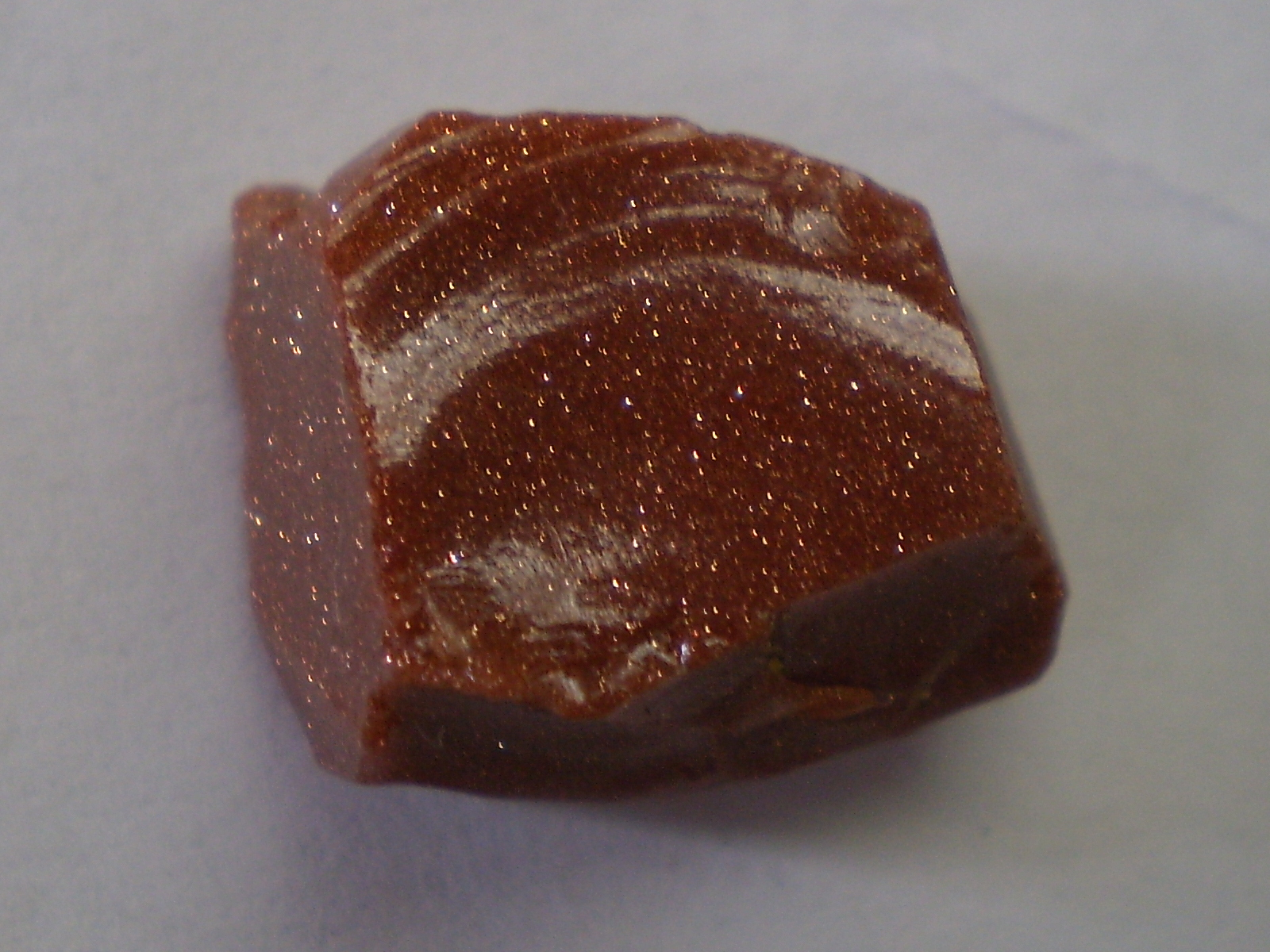
Rohstück aus Goldfluss

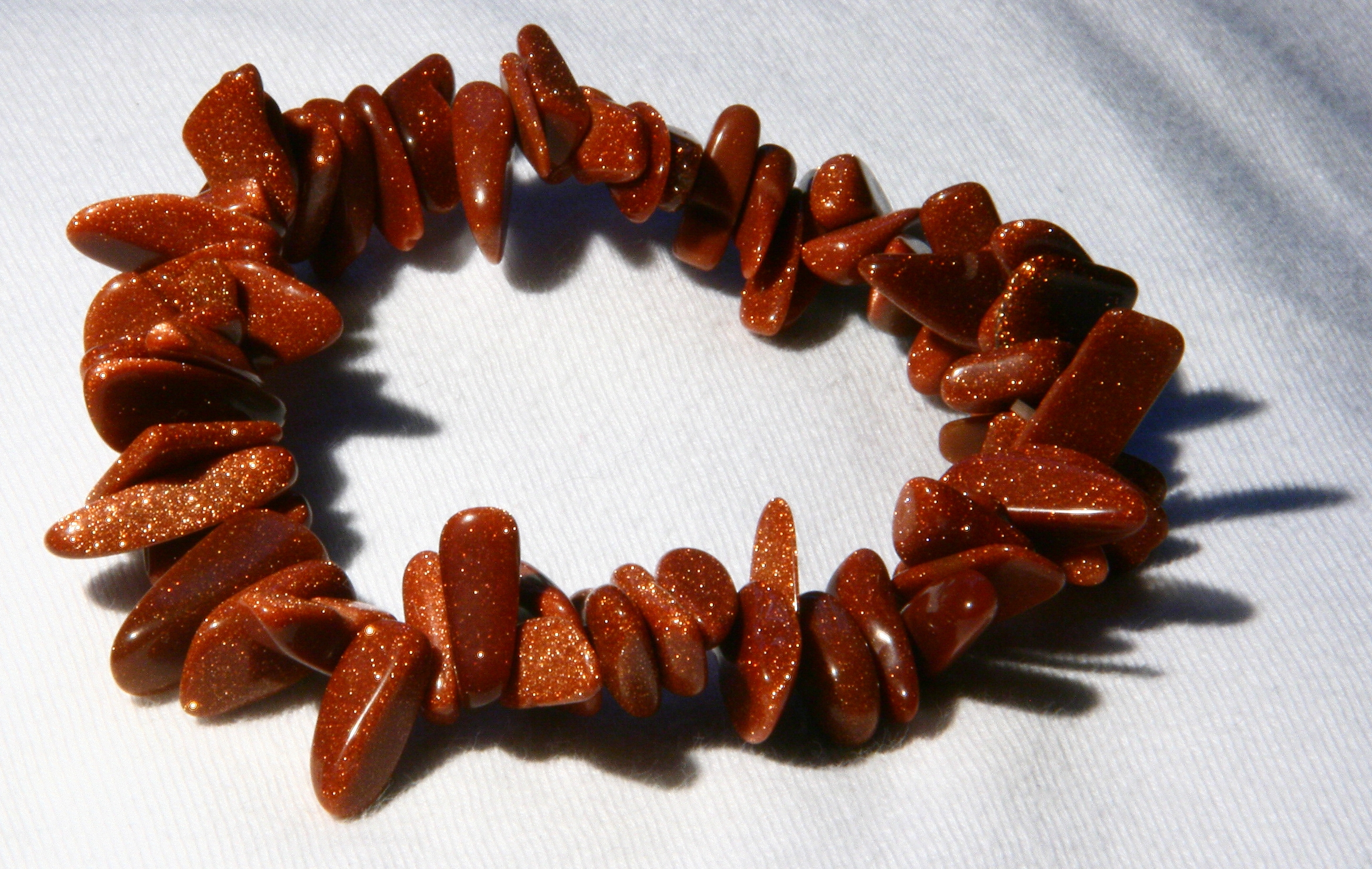
Armband aus polierten Goldfluss-Splittern

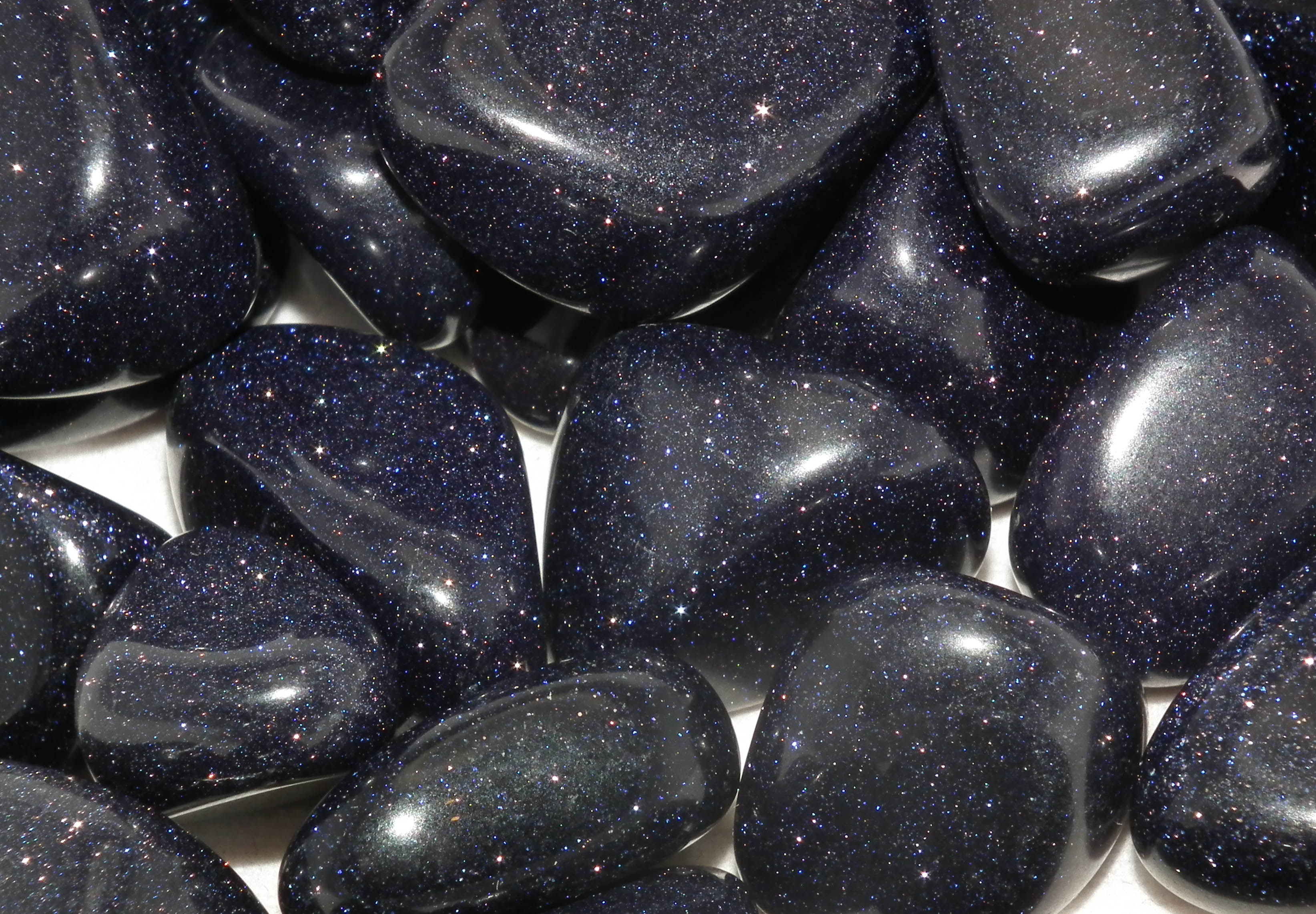
Blaufluss-Barocksteine

Goldfluss, auch als Aventuringlas oder Goldstein bekannt, ist eine synthetische Glasart, die häufig als Schmuckmaterial verwendet wird. Es handelt sich dabei nicht, wie häufig im Verkauf angegeben, um ein natürliches Mineral.
Goldfluss wird mit Kupfer oder Kupfer(I)-oxid in einer reduzierenden Flamme hergestellt. In einer normalen oxidativen Umgebung würde das Kupfer mit dem Silizium des Glases reagieren und ein blau-grünes Glas bilden, in der reduzierenden Umgebung jedoch bleibt das Kupfer als Atome isoliert und bildet kleine kristalline Cluster. Das fertige Produkt kann geschliffen und poliert oder in Formen gegossen werden und wird häufig ähnlich wie ein Schmuckstein für Modeschmuck und esoterische Objekte verwendet. Häufig wird es als Ersatz für natürlichen Aventurin (Aventurin-Quarz und Aventurin-Feldspat) verwendet.
Die häufigste Form hat eine rötlich-braune Farbe, die durch winzige, eingelagerte Kupferpartikel verursacht wird. Das beim Goldfluss farblose Glas besteht überwiegend aus Quarz, dem zur Steigerung von Härte und Temperaturbeständigkeit Natron, Blei oder Bor zugesetzt werden.
Varianten mit farbigem Glas werden unter dem Namen Blaufluss mit Einschlüssen von Mangan und Cobalt und Grünfluss mit Chrom sowie Purpurfluss mit Mangan hergestellt.

## Geschichte
Der Herstellungsprozess für Goldfluss wurde in Venedig Anfang des 17. Jahrhunderts (erstmals erwähnt 1626 als Aventurin bzw. Stellaria) von der Familie Miotto zufällig entdeckt, der vom Dogen von Venedig das exklusive Recht zur Herstellung verliehen wurde. Andere, nicht belegte Überlieferungen sprechen die Entdeckung einem nicht näher bezeichneten italienischen Mönchsorden zu.
Lange Zeit war Murano bei Venedig das einzige Zentrum der Herstellung von Aventuringlas, jedoch wurde der Herstellungsprozess nach der Wiederentdeckung durch Max von Pettenkofer in der zweiten Hälfte des 19. Jahrhunderts auch von bayerischen und böhmischen Glashütten nachvollzogen.
Grünes Aventuringlas wurde erstmals 1865 von dem französischen Chemiker Théophile-Jules Pelouze hergestellt und seitdem in steigenden Mengen in französischen Fabriken zu Bijouteriewaren verarbeitet. In dieser Form ist das Kupfer durch Chrom ersetzt.
Der ursprüngliche italienische Name avventurina war Namensgeber für die im 18. Jahrhundert entdeckten Mineralien Aventurin-Quarz und Aventurin-Feldspat.